# Pulsar

Pulsar met draai-as, magnetosfeer en elektromagnetische straalstromen

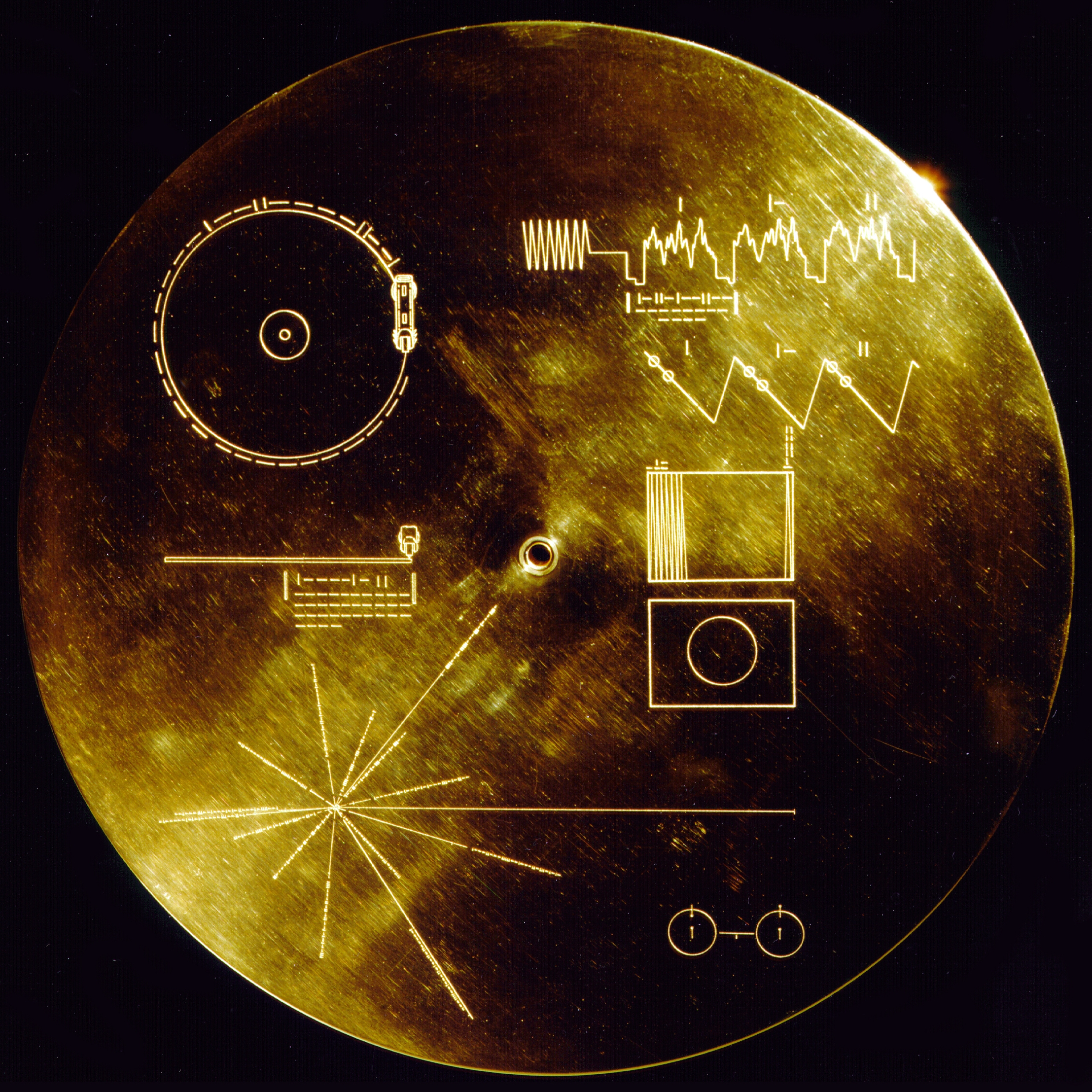
De positie van de Aarde wordt op Voyager Golden Record aangegeven ten opzichte van veertien pulsars.

Een pulsar is een snel ronddraaiende neutronenster die elektromagnetische straling uitzendt. Deze straling wordt op de aarde waargenomen in de vorm van snelle pulsen. De naam stond origineel voor pulserende radiobron (pulsating radio-source). Pulsars behoren tot dezelfde soort hemellichamen als magnetars; het belangrijkste verschil is de sterkte van het magnetisch veld.
Door hun grote regelmaat zijn ze nuttig als astronomische klokken. Ze benaderen soms de nauwkeurigheid van atoomklokken, wat nauwkeurige metingen aan de baan van de pulsar mogelijk maakt. De eerste exoplaneet werd dan ook ontdekt in baan om een pulsar. De hoge dichtheid veroorzaakt een extreem sterke zwaartekracht en daarmee een kromming van de tijdruimte. Door waarnemingen aan het baanverval van de dubbel-pulsar PSR B1913+16 kon bewijs geleverd worden voor het bestaan van de zwaartekrachtgolven die Albert Einstein voorspelde.
In 2003 werd het eerste dubbelstersysteem bestaande uit twee pulsars ontdekt: PSR J0737−3039.

## Ontdekking

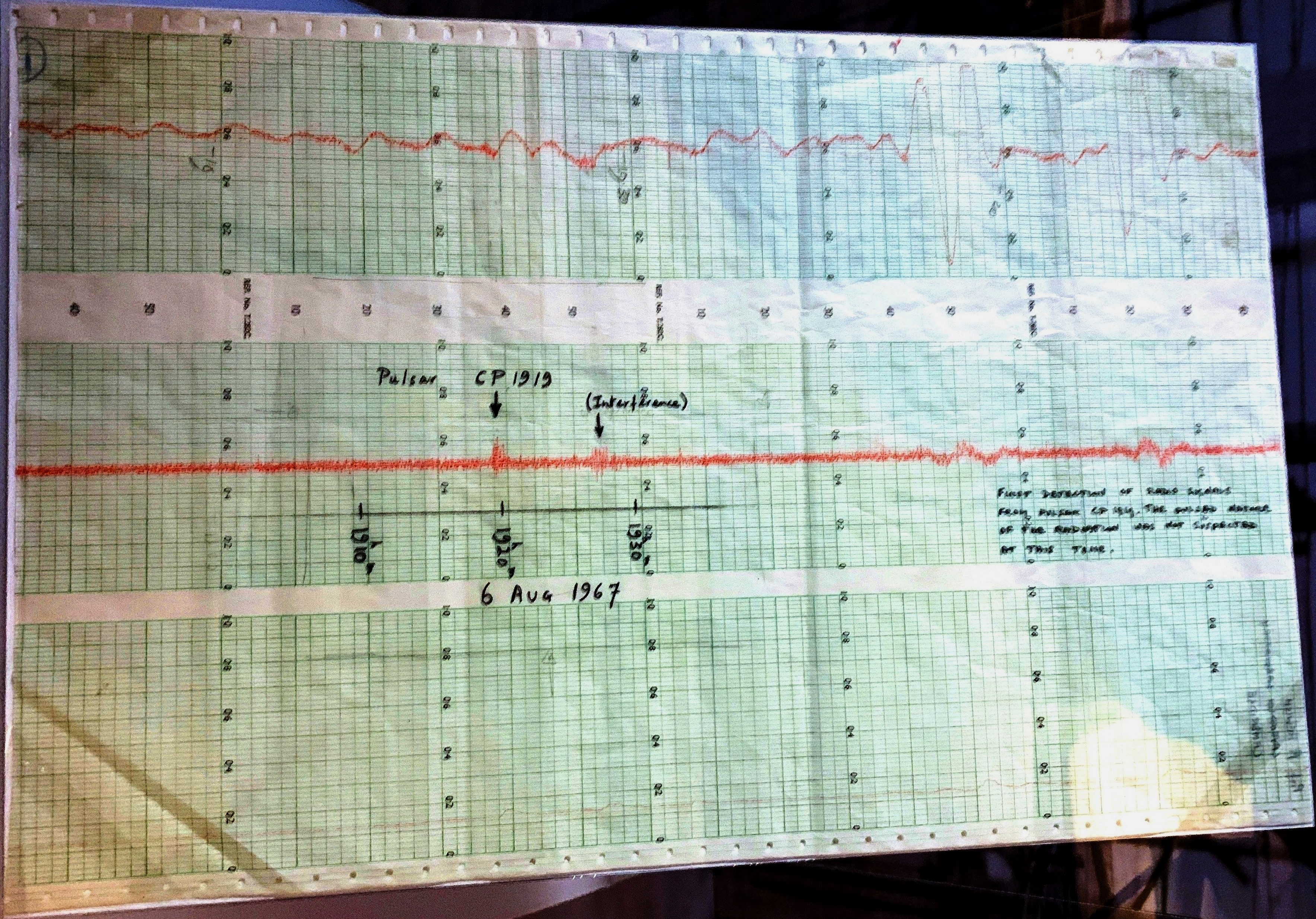
Datakaart waarop Jocelyn Bell Burnell het eerste bewijs van een pulsar ontdekte, tentoongesteld in de Universiteit van Cambridge.

Een vertraagde opname van de pulsar in de Krabnevel bij een golflengte van 800 nm. De hoofdpuls en een tussenpuls zijn zichtbaar.

De eerst bekende pulsar (PSR B1919+21) is ontdekt in augustus 1967 door studente Jocelyn Bell en haar mentor Antony Hewish bij waarnemingen op een frequentie van 81,5 MHz (golflengte 368 cm) met het Interplanetary Scintillation Array van het Mullard Radio Astronomy Observatory bij Cambridge. PSR B1919+21 had een pulstijd van 1,337 seconden. Zij sloten uit dat het signaal van de aarde afkomstig was omdat het niet terugkwam op dezelfde positie aan de hemel na een periode van precies 24 uur, maar na een siderische dag. Ze gaven het object dat hiervoor verantwoordelijk was in eerste instantie de naam LGM (Little Green Men) omdat het leek op een radiobaken, in gebruik door buitenaardse wezens. Kort na de ontdekking werd de bron van het signaal door Thomas Gold en Fred Hoyle geïdentificeerd als een snel roterende neutronenster.

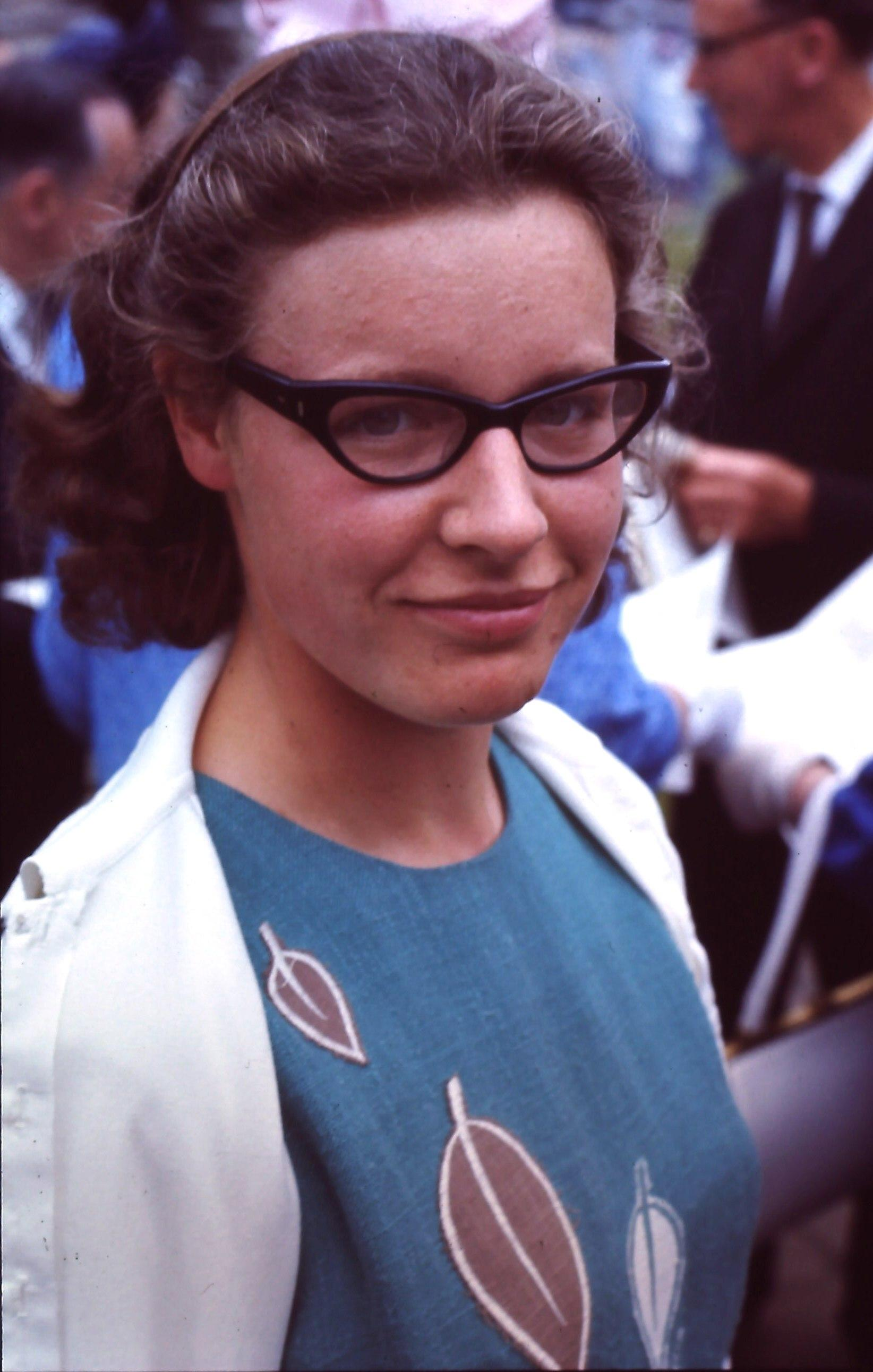
Jocelyn Bell Burnell, in 1967: het jaar dat zij samen met Antony Hewish de eerste pulsar ontdekte.

Sinds de ontdekking van deze pulsar zijn ook veel sneller pulserende neutronensterren waargenomen, tot in het millisecondenbereik. Een voorbeeld hiervan is PSR J1311-3430, welke in 1994 ontdekt werd, maar toen als gammastralingsbron gezien werd en pas in 2012 werd erkend als een millisecondepulsar. Ook hebben sommige pulsars een structuur in de pulsen die nog veel hoger van frequentie is (nanoseconden); deze onderdelen moeten door stukken op het oppervlak van de neutronenster worden uitgestraald die niet groter zijn dan 60 centimeter. Daarmee zijn deze structuren verreweg de kleinste details ooit waargenomen buiten het zonnestelsel.
In october 2024 waren er 3748 pulsars bekend.

## Ontstaan van een pulsar
Een pulsar is het eindstadium van een ster met een massa van rond de 10 zonsmassa's. Het ontstaan van een pulsar is het gevolg van een type II, type Ia of type Ib supernova. Wanneer de ster alle waterstof in zijn kern via een reeks andere elementen uiteindelijk tot ijzer heeft gefuseerd, kost het de ster energie om dit verder te fuseren (in plaats van dat het energie oplevert). Het hydrostatisch evenwicht van de ster raakt uit balans, en de sterkern implodeert onder zijn eigen zwaartekracht. Door de enorme druk worden de protonen en elektronen van de ijzeratomen gefuseerd tot neutronen. Vanwege de grote hoeveelheid vrijgekomen potentiële energie worden de buitenste lagen van de ster met een grote explosie het universum ingeblazen. Hierdoor verliest de ster een groot gedeelte van zijn massa. Wanneer de ster tijdens zijn leven een klein impulsmoment had, wordt door het krimpen van de ster de draaisnelheid enorm verhoogd, vanwege het behoud van impulsmoment. Ook het magnetische veld van de ster blijft behouden, maar door het krimpen van de ster zeer versterkt. Onder invloed van dit draaiende magnetische veld wordt een elektrisch veld opgewekt, wat geladen deeltjes bij de magnetische polen versnelt. Dit heeft tot gevolg dat de ster bij de polen twee elektromagnetische straalstromen uitzendt.

## Anatomie van een pulsar
Een pulsar is een snel roterende, sterk magnetische neutronenster die aan beide magnetische polen een elektromagnetische straalstroom uitzendt. Een pulsar heeft typisch een straal van 10 km, met een massa tussen 1,4 en 3 zonsmassa's.

### Interne structuur
Een neutronenster bestaat niet volledig maar wel voor een groot deel uit neutronen, en verder uit elektronen, ionen, protonen en zwaardere atoomkernen en nog onbekende materietoestanden. Ze heeft een gemiddelde dichtheid van 6,7·1017 kg/m3, groter dan die van een atoomkern (2,7·1017kg/m3). Een neutronenster is echter geen homogene bol, maar heeft een lagenstructuur. De buitenste, vaste laag van ijzerkernen en gedegenereerde elektronen heeft een dichtheid van 109 kg/m3. Daaronder bevindt zich een vloeibare binnenkant die naar binnen toe dichter wordt. Bij een dichtheid van 4·1014 kg/m3 combineren de protonen en elektronen zich tot neutronen. Het grootste gedeelte van de neutronenster bestaat uit een mix van 95% superfluïde neutronen en 5% supergeleidende elektronen en protonen, bij een dichtheid van 2·1017 kg/m3. Over de aard van de kern van de ster bestaat nog geen eenduidige theorie.

### Magnetosfeer
Elke pulsar wordt omringd door een atmosfeer van plasma, dat volledig gedomineerd wordt door het zeer sterke magnetische veld van de pulsar. Het magnetische veld kan sterkten bereiken tussen de 104 en 1011 tesla. Deze combinatie van plasma en magnetisch veld wordt de “magnetosfeer” genoemd. De magnetosfeer roteert mee met de pulsar, die een rotatieperiode kan hebben van enkele seconden tot enkele milliseconden. Hierdoor kan de magnetosfeer snelheden bereiken die de lichtsnelheid naderen. Aangezien de magnetosfeer de lichtsnelheid niet kan overschrijden, ontstaat er een cilindervormige grens rondom de draai-as. Deze grenst het gebied af waar de magnetosfeer nog met de neutronenster mee kan draaien. Hierbuiten kan dit niet, omdat het in strijd zou zijn met de speciale relativiteitstheorie. Deze grens wordt de lichtcilinder genoemd. De magnetische veldlijnen die binnen de lichtcilinder sluiten heten gesloten veldlijnen, degenen die dit niet doen heten open veldlijnen. Dit snel roterende magnetische veld veroorzaakt een elektrisch veld, dat aan de magnetische polen de geladen elektronen en protonen versnelt. Deze deeltjes veroorzaken de elektromagnetische straalstromen aan de polen.

## Een pulsar waarnemen

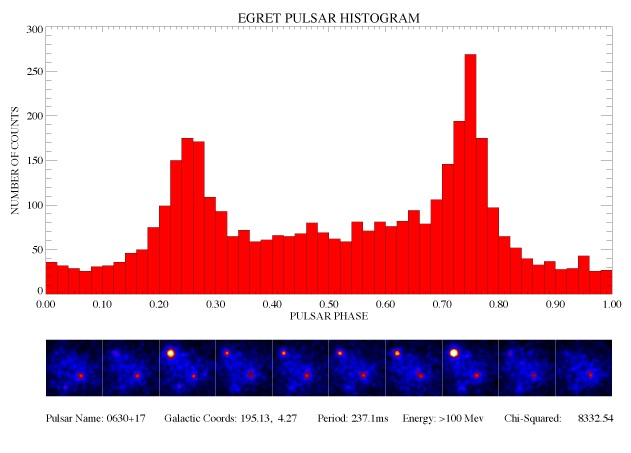
De lichtkromme (pulsprofiel) van de Geminga pulsar (periode 0,237 s)

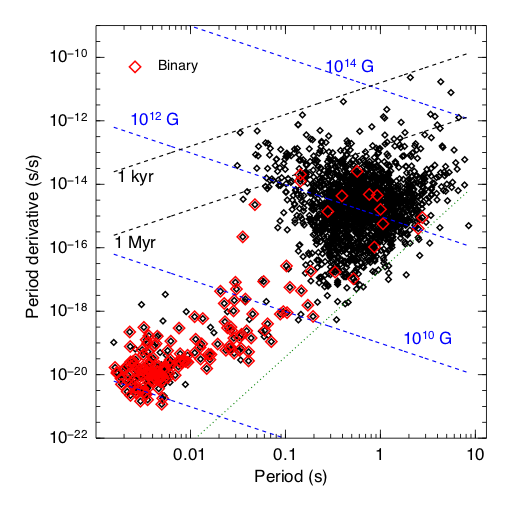
De verandering van de periode van pulsars als functie van de periode voor gewone pulsars (zwart) en voor pulsars in een dubbelster-systeem (rood)

### Het vuurtoreneffect
Een pulsar is op aarde waar te nemen als een serie elektromagnetische pulsen met een zeer stabiele periode tussen de 1,4 milliseconden en 8,5 seconden. Deze pulsen zijn afkomstig van de elektromagnetische straalstromen die bij de magnetische polen worden uitgezonden. Deze magnetische polen bevinden zich aan de noord- en zuidkant van de magnetische as. Pulsars hebben net als de meeste objecten in de hemel ook een rotatie-as. Omdat beide assen niet op één lijn liggen gaan de magnetische polen, waar de straling vandaan komt, als een soort vuurtoren rond. Als een van de polen in de richting van de aarde wijst dan nemen we de straling als een puls waar, met dezelfde periode als de rotatieperiode van de neutronenster. Dit wordt ook wel het vuurtoreneffect genoemd. Afzonderlijk zien deze pulsen er zeer verschillend uit en wisselen ook van sterkte (intensiteit), maar door de intensiteit van een groot aantal pulsen bij elkaar op te tellen - dit is goed mogelijk omdat de pulsen even lang zijn - ontstaat een zogenaamd "pulsprofiel" dat voor elke pulsar uniek is. Dit proces van optellen wordt ook wel "folding" genoemd. Het pulsprofiel van een pulsar zegt veel over de fysische processen die zich in en rondom de pulsar afspelen.
De rotatieperiode van pulsars neemt langzaam toe. Daardoor worden er geen pulsars ouder dan ongeveer 10 miljoen jaar gevonden.

### De elektromagnetische straalstromen
Het mechanisme achter de elektromagnetische straalstromen is dat elektronen en protonen bij de magnetische polen worden versneld door het elektrisch veld van de pulsar. Dit elektrisch veld is een gevolg van het snel roterende magneetveld van de pulsar. De versnelde geladen deeltjes bewegen zich door het magneetveld, en zenden als gevolg daarvan fotonen uit die genoeg energie bevatten om te splitsen in een elektron-positronpaar. Deze twee deeltjes hebben elk de helft van de oorspronkelijke energie van het foton. Het elektron en positron kunnen op hun beurt weer fotonen uitzenden, of met hun antideeltje annihileren tot een nieuw foton. Zo volgt een kettingreactie binnen de magnetosfeer, waarin steeds meer fotonen ontstaan met een steeds lagere energie. Het precieze verloop van deze kettingreactie bepaalt grotendeels de karakteristieken van de op aarde waargenomen straling.